# Åbo universitetscentralsjukhus
Åbo universitetscentralsjukhus (ÅUCS) är ett finländskt universitetssjukhus i Åbo, etablerat 1756 och därmed Finlands äldsta sjukhus. Största delen av sjukhusets verksamheter sker vid stamsjukhuset i Åbo centrum. Till stamsjukhuset hör A-sjukhuset, U-sjukhuset, T-sjukhuset och Fyrsjukhuset.
ÅUCS organiserar specialsjukvård i Egentliga Finland.
Från och med 1 januari 2023 övergår organiseringsansvaret för social- och hälsovårdstjänsterna från kommunerna och samkommunerna till välfärdsområdena. ÅUCS kommer att vara en del av Egentliga Finlands välfärdsområde.

## Historia
Man anser att Åbo universitetscentralsjukhus grundades 17 december 1756 när konungen Adolf Fredrik undertecknade dokumentet som grundade Åbo Lasarett. Sjukhuset med nio vårdplatser började vid gränden mellan Slottsgatan och Ågatan (nuvarande Västra Strandgatan). ÅUCS är Finlands äldsta och Nordens näst äldsta sjukhus som fortfarande är i bruk.
Sjukhuset hade verksamhet i flera byggnader längs Aura å. Sjukhuset flyttade år 1784 till en då ny timmerbyggnad som låg i hörnet av nuvarande Slottsgatan och Lasarettsgatan. Från mitten av 1800-talet bedrevs länssjukhusets verksamhet under 25 år i den så kallade stenkasernen vid Martinsbron. I mitten av 1800-talet blev sjukhusets namn Länets allmänna sjukhus och senare Åbo länssjukhus.
Åbo länssjukhus flyttade till Kinakvarnsbacken år 1881. Största delen av de byggnader som då blev färdiga används fortfarande. Sjukhuset blev Åbo universitetscentralsjukhus år 1958.

### Museum
Åbo Lasarettsmuseum bevarar Finlands äldsta sjukhus historia och föremål samt samlar in minnekunskap. Museet ligger i portvaktens hus vid Kinakvarngatan.

## Polikliniker
Lista över polikliniker i Åbo universitetscentralsjukhus:
- Allmäninternmedicinska polikliniken
- Allmänpediatriska polikliniken för barn och unga
- Arbetsmedicinska polikliniken
- Astma- och allergipolikliniken för barn
- Barnkirurgiska polikliniken
- Barnneurologiska polikliniken
- Barnortopediska idrottspolikliniken
- Buk- och gastroenterologiska polikliniken för barn och unga
- Cancerpolikliniken
- Diabetespolikliniken
- Foniatriska polikliniken
- Fysiatriska polikliniken
- Gastroenterologiska polikliniken
- Handkirurgiska polikliniken
- Hjärtpolikliniken
- Hudpolikliniken
- Internmedicinska polikliniken
- Internmedicinska undervisningspolikliniken
- Kardiologiska polikliniken för barn och unga
- Kirurgiska polikliniken
- Lungmedicinska polikliniken
- Metabolismpolikliniken för barn och unga
- Mödrapolikliniken
- Nefrologiska polikliniken
- Neurokirurgiska polikliniken
- Njur- och organtransplantationspolikliniken för barn och unga
- Ortopediska polikliniken
- Plastik- och allmänkirurgiska polikliniken
- Polikliniken för barn och unga
- Polikliniken för förlossningsrädsla
- Polikliniken för hjärnskador
- Polikliniken för infektionssjukdomar
- Polikliniken för kvinnosjukdomar
- Polikliniken för könssjukdomar
- Polikliniken för läkemedelsbehandling
- Polikliniken för läkemedelsbehandling
- Polikliniken för reumatismsjukdomar
- Polikliniken för utvecklingsuppföljning
- Polikliniken för ögonsjukdomar
- Polikliniken för öron-, näs- och halssjukdomar
- Synpolikliniken
- Trafikmedicinska polikliniken
- Undervisningspolikliniken
- Ögonpolikliniken

## Sjukhusen
- Halikko sjukhus
- Kirurgiska sjukhus, Åbo
- Loimaa sjukhus
- Reso sjukhus
- Stamsjukhuset i Åbo (A-, U- och T-sjukhusen och Fyrsjukhuset)
- Salo sjukhus
- Vakka-Suomi sjukhus
- Åbolands sjukhus[3]